# Пэкстон, Билл
Уи́льям Пэ́кстон (англ. William Paxton; 17 мая 1955[…], Форт-Уэрт — 25 февраля 2017[…], Лос-Анджелес, Калифорния) — американский актёр, кинорежиссёр, сценарист и продюсер.

## Ранняя жизнь

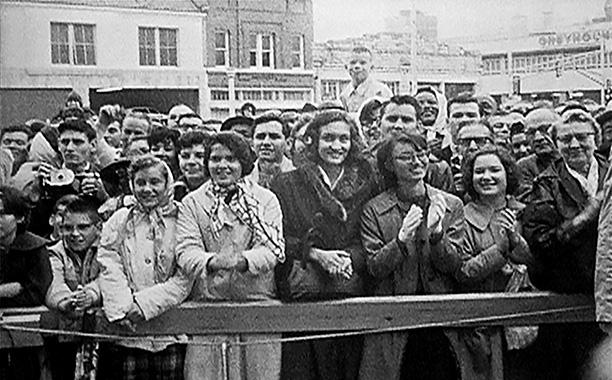
Пэкстон (ребёнок над толпой) в Далласе во время движения кортежа Кеннеди 22 ноября 1963 года

Билл Пэкстон родился в Форт-Уэрте, Техас, в семье Мэри Луи (урождённой Грей) и Джона Лейна Пэкстона. Его отец был бизнесменом, торговцем пиломатериалами, руководителем музея и актёром-статистом. Среди его родственников по материнской линии был Элиша Пакстон, генерал армии Конфедерации. Мать Пэкстона была католичкой, и Пэкстон вместе с другими детьми в семье был воспитан в её вере.
22 ноября 1963 года восьмилетний Пэкстон был среди толпы людей, которая приветствовала Джона Ф. Кеннеди в кортеже, когда тот въехал в район Дили-Плаза и был убит. Позже Пэкстон выступил сопродюсером фильма «Парклэнд» (2013), посвящённого его убийству.

## Карьера
Пакстон переехал в Лос-Анджелес, когда ему было 18 лет, и начал работать в киноиндустрии в качестве декоратора на студии New World Pictures. Дебютировал в незарегистрированной роли в картине Джонатана Демме «Сумасшедшая мамаша» (1975).
В 1992 году Пэкстон сыграл свою первую главную роль в фильме «Один неверный ход».
Пэкстон снимался у Джеймса Кэмерона в его научно-фантастических фильмах «Терминатор» (1984) и «Чужие» (1986).
С 2006 по 2011 год Пэкстон играл главную роль в популярной телевизионной драме «Большая любовь».
Пакстон был продюсером драмы «Путешественник» 1997 года о группе мошенников. Несколько лет спустя Пакстон дебютировал в качестве режиссёра в криминальной драме «Хрупкость» (2001) с Мэттью МакКонахи и Пауэрсом Бутом.
Исполнил главную роль в фильме «Смерч» и второстепенные роли в известных фильмах: «Терминатор», «Хищник 2», «Чужие», «Правдивая ложь», «Титаник», «Аполлон-13», «Твистер» и других. Также снялся в клипе на песню «Eat You Alive» американской группы Limp Bizkit и стал прототипом для персонажа Кана в игре Call of Duty: Advanced Warfare (в режиме «Экзо-зомби»), которому подарил свою внешность и голос.

## Личная жизнь
Билл Пэкстон был женат на Келли Роуэн с 1979 по 1980 годы. В 1987 году он женился на Луиз Ньюбери, в браке с которой у него родилось двое детей — сын Джеймс (род. 1994) и дочь Лидия (род. 1997).

## Смерть
Билл Пэкстон скончался 25 февраля 2017 года в возрасте 61 года. Официальной причиной смерти был назван инсульт, вызванный осложнениями после операции на сердечном клапане и аорте, которую он перенёс 24 февраля 2017 года. Будучи ребёнком, Пэкстон страдал от ревматизма, который ещё с раннего возраста привёл к проблемам с сердцем. Тело было кремировано, прах захоронен на кладбище «Форест-Лаун».
Памяти Пэкстона посвящён фильм «Зови меня своим именем», вышедший в ноябре 2017 года. Продюсер фильма, Питер Спирс, объяснил, что его супруг, Брайан Свардстром, был лучшим другом и агентом Пэкстона и вместе с ним однажды посетил съёмки фильма, когда подружился с режиссёром Лукой Гуаданьино, который в конечном счёте и решил посвятить фильм Пэкстону.
Соболезнования после смерти Пэкстона выразили многочисленные представители киноиндустрии, включая Тома Хэнкса, Шарлиз Терон, Джордана Пила, Джейми Ли Кёртис, а также его коллеги по сериалу «Большая любовь» Джинн Трипплхорн, Хлоя Севиньи и Джиннифер Гудвин.

## Фильмография

### Актёрские работы
| Год       |     | Русское название                          | Оригинальное название                 | Роль                             |
| --------- | --- | ----------------------------------------- | ------------------------------------- | -------------------------------- |
| 1975      | ф   | Сумасшедшая мамаша                        | Crazy Mama                            | Джон                             |
| 1981      | кор |                                           | Barnes & Barnes: Love Tap             | Человек                          |
| 1981      | ф   | Добровольцы поневоле                      | Stripes                               | солдат                           |
| 1983      | ф   | Смертельные уроки                         | Deadly Lessons                        | камео                            |
| 1983      | ф   | Лорды дисциплины                          | The Lords of Discipline               | Гилбриф                          |
| 1984      | ф   | Терминатор                                | Terminator                            | главарь панков                   |
| 1984      | ф   | Улицы в огне                              | Streets of Fire                       | бармен Клайд                     |
| 1985      | ф   | Коммандо                                  | Commando                              | оператор радара береговой охраны |
| 1985      | ф   | Ох уж эта наука!                          | Weird Science                         | Чет Доннели                      |
| 1985      | тф  | Ранний мороз                              | An Early Frost                        | Боб Маракек                      |
| 1986      | с   | Полиция Майами: Отдел нравов              | Miami Vice                            | детектив Вик Романо              |
| 1986      | мтф | Фресно                                    | Fresno                                | Билли Джо Боб                    |
| 1986      | ф   | Чужие                                     | Aliens                                | рядовой Хадсон                   |
| 1987      | ф   | Почти полная тьма                         | Near Dark                             | Северен                          |
| 1988      | ф   | Передай патроны                           | Pass The Ammo                         | Джесс Уилкес                     |
| 1989      | кор |                                           | The Roommate                          |                                  |
| 1989      | ф   | Ближайший родственник                     | Next of Kin                           | Джеральд Гейтс                   |
| 1989      | ф   | Поток                                     | Slipstream                            | Мэтт Оуэнс                       |
| 1990      | ф   | Когда умирает мозг                        | Brain Dead                            | Джим Рестон                      |
| 1990      | ф   | Последний из лучших                       | The Last of the Finest                | Ховард Джонс                     |
| 1990      | ф   | Морские котики                            | Navy SEALs                            | Флойд Дейн                       |
| 1990      | ф   | Хищник 2                                  | Predator 2                            | детектив Джерри Ламберт          |
| 1992      | ф   | Бродяга                                   | The Vagrant                           | Грэм Краковски                   |
| 1992      | ф   | Один неверный ход                         | One False Move                        | Дэйл Диксон                      |
| 1992      | ф   | Чужая территория                          | Trespass                              | Винс Гиллиан                     |
| 1993      | ф   | Елена в ящике                             | Boxing Helena                         | Рэй О'Мэлли                      |
| 1993      | ф   | Тумстоун: Легенда Дикого Запада           | Tombstone                             | Морган Эрп                       |
| 1993      | ф   | Монолит                                   | Monolith                              | Такер                            |
| 1994      | ф   | Правдивая ложь                            | True Lies                             | Саймон                           |
| 1995      | ф   | Последний ужин                            | The Last Supper                       | Закари Коди                      |
| 1995      | ф   | Аполлон 13                                | Apollo 13                             | Фред Хейз                        |
| 1996      | ф   | Смерч                                     | Twister                               | Билл Хардинг                     |
| 1996      | ф   | Вечерняя звезда                           | The Evening Star                      | Джерри Брукнер                   |
| 1997      | ф   | Путешественник                            | Traveller                             | Бокки                            |
| 1997      | ф   | Титаник                                   | Titanic                               | Брок Ловетт                      |
| 1998      | ф   | Простой план                              | A Simple Plan                         | Хэнк Митчелл                     |
| 1998      | ф   | Могучий Джо Янг                           | Mighty Joe Young                      | профессор Грегори О'Хара         |
| 1999      | с   | Субботним вечером в прямом эфире          | Saturday Night Live                   | камео                            |
| 2000      | ф   | Ю-571                                     | U-571                                 | Майк Далгрен                     |
| 2000      | ф   | Вертикальный предел                       | Vertical Limit                        | Эллиот Вон                       |
| 2001      | ф   | Порок                                     | Frailty                               | отец Мейкс                       |
| 2002      | ф   | Дети шпионов 2: Остров несбывшихся надежд | Spy Kids 2: The Island of Lost Dreams | Динки Винкс                      |
| 2003      | док | Призраки бездны: Титаник                  | Ghost of the Abyss                    | рассказчик                       |
| 2003      | ф   | Дети шпионов 3: Игра окончена             | Spy Kids 3-D: Game Over               | Динки Винкс                      |
| 2004      | ф   | Гавань                                    | Haven                                 | Карл Ридли                       |
| 2004      | ф   | Клуб ужасов                               | Club Dread                            | Кокосовый Пит                    |
| 2004      | ф   | Предвестники бури                         | Thunderbirds                          | Джефф Трейси                     |
| 2006—2011 | с   | Большая любовь                            | Big Love                              | Билл Хенриксен                   |
| 2012      | ф   | Нокаут                                    | Haywire                               | Джон Кейн                        |
| 2012      | мтф | Хэтфилды и Маккои                         | Hatfields & McCoys                    | Рэндольф МакКой                  |
| 2013      | ф   | Колония                                   | The Colony                            | Мейсон                           |
| 2013      | ф   | Два ствола                                | 2 Guns                                | Эрл                              |
| 2014      | с   | Агенты «Щ.И.Т.»                           | Agents of S.H.I.E.L.D.                | Джон Гаррет                      |
| 2014      | ф   | Грань будущего                            | Edge of Tomorrow                      | мастер-сержант Фаррелл           |
| 2014      | ф   | Стрингер                                  | Nightcrawler                          | Джо Лодер                        |
| 2014      | ф   | Рука на миллион                           | Million Dollar Arm                    | Том Хауз                         |
| 2015      | тф  | Переломный момент                         | The Gamechangers                      | Джек Томпсон                     |
| 2015      | мф  | Приключения Пикси                         | Pixies                                | Эдди Бек                         |
| 2017      | ф   | Сфера                                     | The Circle                            | отец Мэй                         |
| 2017      | с   | Тренировочный день                        | Training Day                          | детектив Фрэнк Рурк              |

### Режиссёрские работы
- 1980 — Рыбьи головы
- 2001 — Порок
- 2005 — Триумф

### Сценарные работы
- 1980 — Рыбьи головы

### Продюсерские работы
- 1997 — Путешественник
- 2007 — Хорошая жизнь
- 2013 — Парклэнд

## Награды и номинации
| Награда                        | Год  | Категория                                           | Номинируемая работа | Результат |
| ------------------------------ | ---- | --------------------------------------------------- | ------------------- | --------- |
| Золотой глобус                 | 1999 | Лучшая мужская роль (мини-сериал или телефильм)     | Блистательная ложь  | Номинация |
| Золотой глобус                 | 2007 | Лучший актёр в телесериале (драма)                  | Большая любовь      | Номинация |
| Золотой глобус                 | 2008 | Лучший актёр в телесериале (драма)                  | Большая любовь      | Номинация |
| Золотой глобус                 | 2010 | Лучший актёр в телесериале (драма)                  | Большая любовь      | Номинация |
| Эмми                           | 2012 | Лучший актёр в мини-сериале или фильме              | Хэтфилды и Маккои   | Номинация |
| Премия Гильдии киноактёров США | 1996 | Лучший актёрский состав в игровом кино              | Аполлон-13          | Победа    |
| Премия Гильдии киноактёров США | 1998 | Лучший актёрский состав в игровом кино              | Титаник             | Номинация |
| Премия Гильдии киноактёров США | 2013 | Лучшая мужская роль в телефильме или мини-сериале   | Хэтфилды и Маккои   | Номинация |
| Сатурн                         | 1987 | Лучший актёр второго плана                          | Чужие               | Победа    |
| Сатурн                         | 2003 | Лучший режиссёр                                     | Порок               | Номинация |
| Спутник                        | 2006 | Лучшая мужская роль в телевизионном сериале — драма | Большая любовь      | Номинация |
| Спутник                        | 2007 | Лучшая мужская роль в телевизионном сериале — драма | Большая любовь      | Номинация |
| Спутник                        | 2009 | Лучшая мужская роль в телевизионном сериале — драма | Большая любовь      | Номинация |